# Schizura
Schizura es un género de polillas de la familia Notodontidae. Fue descrito por primera vez por Doubleday en 1841

## Especies
- Schizura biedermani Barnes & McDunnough, 1911
- Schizura ipomoeae Doubleday, 1841
- Schizura badia  (Packard, 1864)
- Schizura unicornios  (J. E. Smith, 1797)
- Schizura errucata Dyar, 1906
- Schizura apicalis Grote & Robinson, 1866
- Schizura concinna  (Smith, 1797)
- Schizura leptinoides  (Grote, 1864)
- Schizura centralis  (Herrich-Schäffer, [1855])